# دولة هايتي
دولة هايتي (باللغة الفرنسية: État d'Haïti وباللغة الكريولية الهايتية: Leta an Ayiti) كان اسم الدولة في شمال هايتي التي أنشئت في 17 أكتوبر 1806 بعد الإطاحة بإمبراطورية هايتي واغتيال الإمبراطور جاك الأول. حكم هنري كريستوف في الأصل ولاية هايتي الشمالية كرئيس مؤقت لحكومة هايتي من 17 أكتوبر 1806 حتى 17 فبراير 1807 عندما أصبح رئيسًا لدولة هايتي. جعل دستور دولة هايتي لعام 1807 منصب الرئيس منصبًا مدى الحياة يتمتع فيه الرئيس بسلطة تعيين خلفه. في 28 مارس 1811، أعلن الرئيس هنري نفسه الملك هنري الأول، مما أدى إلى حل دولة هايتي وإنشاء مملكة هايتي.
بعد اغتيال الإمبراطور جاك الأول، انقسمت البلاد. بالتوازي مع حكومة كريستوف في الشمال، حكم ألكسندر بيتيون، وهو شخص حر ملون، جنوب البلاد كرئيس لجمهورية هايتي حتى وفاته في عام 1818. لقد خلفه جان بيير بوير، الذي لم شمل شطري الأمة مرة أخرى بعد وفاة هنري الأول وابنه عام 1820.